# Sérgio II de Constantinopla
Sérgio II de Constantinopla (em grego: Σέργιος Β´), dito Estudita por causa do Mosteiro de Estúdio, onde ele foi monge, foi patriarca de Constantinopla de julho de 1001 até a sua morte, em julho de 1019. Vindo de uma família proeminente e relacionada ao patriarca Fócio, ele atingiu o status de abade.
Foi durante o reinado de Sérgio I que o Papa Sérgio IV incluiu a cláusula filioque no Credo de fé, iniciando a controvérsia que terminaria no Grande Cisma do Oriente.